# 塞斯·戈登
塞斯·戈登（英語：Seth Gordon，1976年7月15日—），美国男导演、制片人、编剧和剪辑师。他参与制作、导演了多部电影和电视作品。

## 生平
他先后取得耶鲁大学建筑学学士学位和哈佛大学设计学研究生学位。他表示自己受到克里斯多夫·葛斯特、亞歷山大·潘恩和阿利安卓·崗札雷·伊納利圖的影响。

## 作品列表

### 電影
- 2005：《紐約娃娃》/New York Doll（監製）
- 2005：《惡狼ID（英语：Cry Wolf (2005 film)）》/Cry Wolf（剪輯師、副製片人和第二攝制組導演）
- 2007：《金刚之王：一手硬币（英语：The King of Kong）》/The King of Kong: A Fistful of Quarters（導演）
- 2008：《真愛囧冤家（英语：Four Christmases）》/Four Christmases（導演）
- 2010：《蘋果橘子經濟學（英语：Freakonomics (film)）》/Freakonomics（導演和編劇）
- 2011：《恶老板》/Horrible Bosses（導演）
- 2011：《再接再厲（英语：Undefeated (2011 film)）》/Undefeated（監製）
- 2013：《身份窃贼》/Identity Thief（導演）
- 2015：《世界大對戰》/Pixels（執行製片人）
- 2017：《海灘救護隊》/Baywatch（導演和演員）
- 2025：《特務再出發》/Back in Action（導演、監製和編劇）

### 電視
- 2009–2010：《我們的辦公室》/The Office（導演；2集）
- 2009–2010：《公园与游憩》/Parks and Recreation（導演；2集）
- 2010：《摩登家庭》/Modern Family（導演；1集）
- 2013–2017：《戈德堡一家（英语：The Goldbergs (2013 TV series)）》/The Goldbergs（導演和執行製片人；執導7集）
- 2014–2015：《嫁给我（英语：Marry Me (U.S. TV series)）》/Marry Me（導演和執行製片人；執導3集）
- 2017：《非典型孤獨（英语：Atypical）》/Atypical（導演；2集）
- 2017：《好醫生》/The Good Doctor（導演；1集）
- 2017：《詐欺擔保人（英语：Sneaky Pete）》/Sneaky Pete（導演和執行製片人；1集）
- 2019：《太空使命》/For All Mankind（導演和執行製片人；2集）
- 2020：《林肯萊姆：追捕骨頭收藏家》/Lincoln Rhyme: Hunt for the Bone Collector（導演；1集）
- 2022：《比籃球更重要的事》/The Long Game: Bigger Than Basketball（導演和執行製片人；執導5集）
- 2023：《暗夜情報員》/The Night Agent（導演和執行製片人；2集）